# 何塞·路易斯·埃斯佩特
何塞·路易斯·埃斯佩特（西班牙語：José Luis Espert，1961年11月21日—）是阿根廷经济学家和政治家，他是众所周知的阿根廷经济自由主义的最强力支持者之一。

## 教育与事业
埃斯佩特出生在佩尔加米诺，父亲是加泰罗尼亚裔阿根廷人，是一位乡村地带的著名商人，于2018年去世。他的母亲是阿根廷人。
埃斯佩特在布宜诺斯艾利斯大学学习经济学。他在阿根廷宏观经济研究中心大学获得经济学硕士学位，并在图库曼国立大学获得统计学硕士学位。他最初在Miguel Ángel Broda公司工作，在那里他是一名货币政策分析师，后来成为同一机构的首席经济学家。他还曾在Estudio Arriazu公司担任计量经济学家，并曾是Econométrica S.A.的合伙人。2000年，他创立了自己的公司Estudio Espert，该公司提供宏观经济咨询和资产管理。
埃斯佩特是阿根廷政治经济协会（Asociación Argentina de Economía Política）的成员。他担任过布宜诺斯艾利斯大学的计量经济学教授和阿根廷宏观经济研究中心大学的公共财政教授。
埃斯佩特是不同报纸的专栏作家，如阿根廷的《国家报》和乌拉圭的《国家报》。2015年，他在阿根廷《国家报》的一个节目中接受了何塞·德尔雷奥的采访，这是当年收视率第二高的采访。

## 政治生涯
埃斯佩特对卡洛斯·梅内姆第二任总统任期内的经济政策以及费尔南多·德拉鲁阿、爱德华多·杜阿尔德、内斯托尔·基什内尔、克里斯蒂娜·费尔南德斯和毛里西奥·马克里政府的经济政策持强硬的批评态度。
2018年12月，埃斯佩特正式启动2019年阿根廷大选总统竞选活动。
埃斯佩特的政见包括降低公共开支，成立一个类似美国药物管制局的机构来打击毒品贩运，降低税收，使个人使用大麻合法化，堕胎合法化，并通过学券制改革教育制度。
埃斯佩特反对产业振兴制度，并认为罢工权已经走得太远了，甚至伤害了工人本人。因此，他总体上寻求劳动、税收和国家改革。他还表示支持将效率低下的国有企业和退休制度私有化，将其转变为智利那样的个人资本化体系。

## 作品
- 《被吞噬的阿根廷》（La Argentina Devorada，2017年）
- 《共谋社会》（La Sociedad Cómplice，2019年）